# Prążki moiré

Prążki moiré powstałe na skutek interferencji linii równoległych obróconych o kąt od 0° do 6°

Prążki moiré (prążki mory) – pewien rodzaj układu prążków powstałego na skutek interferencji (nakładania się) dwóch siatek linii obróconych o pewien kąt lub poddanych deformacji (zniekształconych względem siebie). Ilustracja obok przedstawia przykład prążków moiré. Linie na ekranie komputera mogą być tutaj zastąpione przez nici w jedwabiu moiré czy linie na papierze.
Jeżeli jedną siatkę umieścimy na płaskiej powierzchni, a drugą przymocujemy do odkształcanego obiektu, to pojawią się prążki moiré. Ich wzorzec może być bardzo złożony. Ich układ będzie zależał od deformacji badanego obiektu. Obraz prążków po zarejestrowaniu oraz przetworzeniu przez odpowiednie oprogramowanie może pozwolić na niezwykle precyzyjne określenie kształtu badanego przedmiotu, do którego przyłożono siatkę referencyjną.

## Moiré w metrologii
Efekt moiré jest wykorzystywany w budowie przetworników do pomiaru przemieszczeń wykorzystujących optyczny wzorzec inkrementalny w postaci siatki linii prostopadłych do kierunku pomiaru. Dzięki zastosowaniu przeciwwzorca w postaci drugiej siatki obróconej o niewielki kąt, obserwuje się „prążki” przesuwające się w kierunku prostopadłym do kierunku ruchu wzorca. Prążki te pojawiają się w odległościach znacznie większych (rzędu milimetrów) niż 16–100 μm jak na oryginalnej siatce. Umożliwia to zastosowanie do zliczania prążków fotodetektorów o rozmiarach dużo większych niż okres siatki. Dodatkowym cennym efektem jest podniesienie dokładności pomiaru zachodzące w wyniku uśrednienia błędów wykonania siatki z całego pola obserwowanego przez fotodetektor.

## Moiré w poligrafii
Mora w poligrafii, grafice komputerowej, filmie i fotografii to niepożądany efekt, pojawiający się w postaci regularnych punktów lub wzorów, wskutek krzyżowania się układu co najmniej dwu regularnych siatek rastrowych lub wzorów podobnego rodzaju (a także krzyżowania się rastra z układem pikseli bitmapy).
W poligrafii mora występuje zawsze przy druku rastrem klasycznym (amplitudowym) co najmniej dwiema farbami drukowymi, czyli w praktyce przy druku, w którym co najmniej dwa rastry nakładają się na siebie. Aby mora ta była jak najmniejsza, kąty rastra obraca się względem siebie. Najlepsze efekty osłabienia mory osiąga się przy obróceniu jednego rastra względem drugiego o 30° – mora przyjmuje wtedy swoją najmniej wyrazistą formę pod postacią układu rozetek.
Uciążliwa postać mory powstaje podczas skanowania druków sporządzonych rastrem klasycznym, gdzie na istniejącą drobną morę nakłada się równomierny układ pikseli uzyskanego obrazu bitmapowego. Kolejny zaś wzrost mory następuje później przy tworzeniu z takich skanów obrazu drukowego.
W przypadku komputerowych monitorów kineskopowych prążki moiré są praktycznie nie do uniknięcia i najczęściej występują w rogach ekranu. Na monitorach LCD pojawiają się tylko, gdy monitor jest źle wyregulowany lub sygnał zaszumiony.

## Matematyczny model mory

### Podejście geometryczne

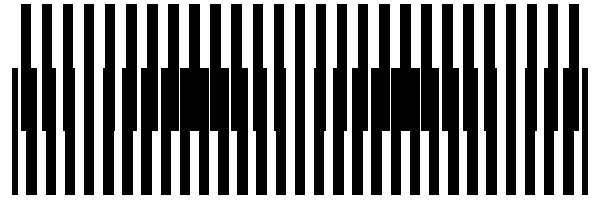
Dwie nakrywające się folie z paskami. Na jednej z nich wzorek ma okres 10, na drugim 11.

Przyjmijmy, że mamy dwie nakrywające się folie z paskami. Na jednej odległość między środkami kolejnych czarnych pasków to {\displaystyle a,} podczas gdy na drugiej wynosi ona {\displaystyle a+b,} przy czym {\displaystyle a\gg b.}
Zauważmy, że jasny prążek pojawi się, gdy przezroczyste paski z jednej folii będą pokrywały się z przezroczystymi paskami z drugiej folii. Pojawi się zaś ciemny, gdy czarne paski najdą na przezroczyste.
Startujemy w miejscu, w którym jest środek jasnego prążka. Środek kolejnego jasnego prążka będzie w takiej odległości, w której znów przezroczyste paski będą się pokrywać. Potrzeba do tego, by w pewnej odległości {\displaystyle L} odłożyło się {\displaystyle n} dłuższych pasków i {\displaystyle n+1} krótszych.
{\displaystyle n(a+b)=(n+1)a,}
{\displaystyle nb=a.}
Zatem
{\displaystyle L=n(a+b)\approx na={\frac {a^{2}}{b}}.}

### Podejście analityczne

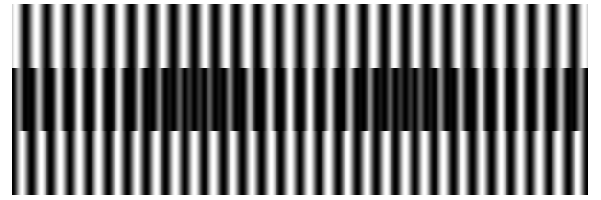
Dwie nakrywające się folie z paskami o natężeniu sinusoidalnym. Na jednej z nich wzorek ma okres 10, na drugim 11.

Zamiast binarnych (czarnych albo białych) pasków można przyjąć, że natężenie światła przechodzącego przez folię zmienia się jak kwadrat cosinusa. Tym razem odstępy między środkami pasków (a zarazem okresy) to {\displaystyle a-b/2} i {\displaystyle a+b/2}
{\displaystyle I_{1}=\cos ^{2}(k_{1}x),}
{\displaystyle I_{2}=\cos ^{2}(k_{2}x),}
gdzie (pamiętając, że okres funkcji {\displaystyle \cos ^{2}(x)} to π)
{\displaystyle k_{1}={\frac {\pi }{a-b/2}}\approx {\frac {\pi }{a}}+{\frac {\pi }{a^{2}}}{\frac {b}{2}},}
{\displaystyle k_{2}={\frac {\pi }{a+b/2}}\approx {\frac {\pi }{a}}-{\frac {\pi }{a^{2}}}{\frac {b}{2}}.}
Natężenie, które przejdzie przez obie folie to iloczyn przejścia przez jedną i drugą folię
{\displaystyle {\begin{aligned}I&=I_{1}I_{2}=\cos ^{2}(k_{1}x)\cos ^{2}(k_{2}x)\\&={\frac {1}{4}}\left(\cos((k_{1}+k_{2})x)+\cos((k_{1}-k_{2})x)\right)^{2}\\&={\frac {1}{4}}\left(\cos({\tfrac {2\pi }{a}}x)+\cos({\tfrac {\pi b}{a^{2}}}x)\right)^{2}\\&={\frac {1}{4}}\left(\cos({\tfrac {2\pi }{a}}x)^{2}+2\cos({\tfrac {2\pi }{a}}x)\cos({\tfrac {\pi b}{a^{2}}}x)+\cos({\tfrac {\pi b}{a^{2}}}x)^{2}\right)\\&\approx {\frac {1}{8}}+{\frac {1}{4}}\cos({\tfrac {\pi b}{a^{2}}}x)^{2}.\end{aligned}}}
Ostatni krok bierze się z uśrednienia wyrazów szybkozmiennych. Pojawia się ten sam wynik co w podejściu geometrycznym,
{\displaystyle L={\frac {a^{2}}{b}}.}

## Gdzie można zaobserwować morę

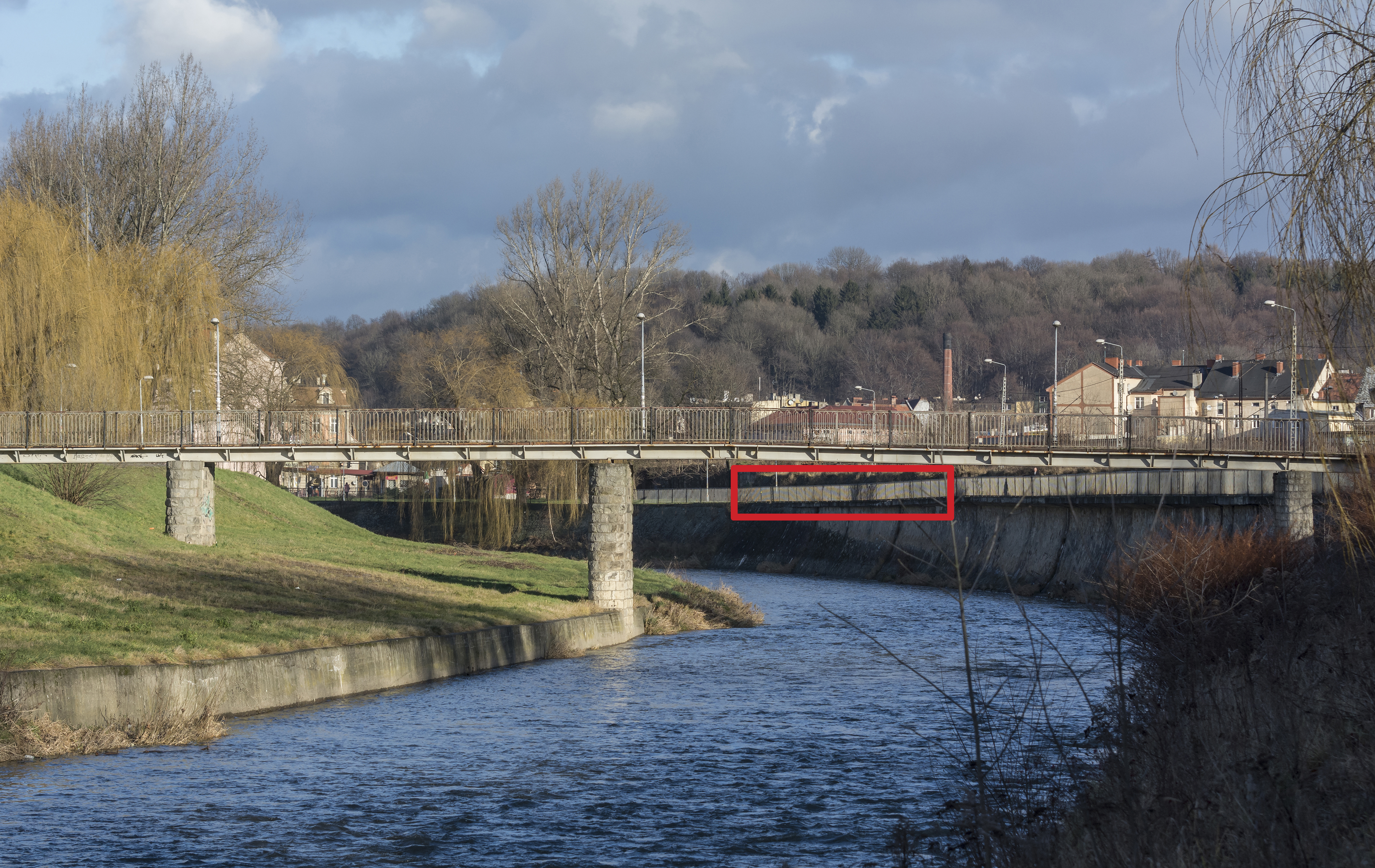
Prążki moiré (zaznaczone czerwoną ramką)

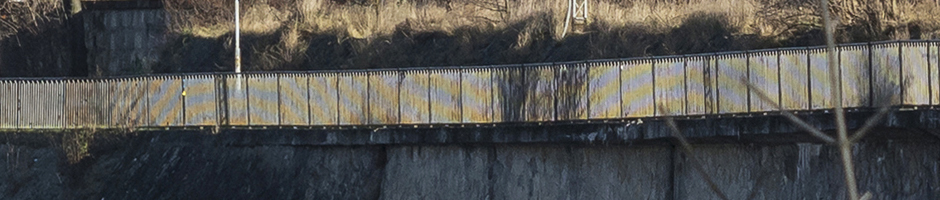
Powiększenie fragmentu zdjęcia

- W świecie rzeczywistym (gdy nachodzą na siebie okresowe struktury), np.:
  - nachodzące na siebie firanki zrobione z gęstej tkaniny,
  - pokrywające się siatki, płoty,
- w świecie cyfrowym (gdy rozmiar piksela jest porównywalnego rzędu wielkości jak okres wyświetlanej struktury), np.
  - źle przeskalowane pliki graficzne,
  - w fotografii cyfrowej lub na ekranie monitora komputerowego lub telewizora,
    - obraz z ekranu wywietlacza cyfrowego,
    - obraz płotu,
    - obraz tkaniny o regularnym wzorze lub regularnej strukturze.